# E.B.A.H.
E.B.A.H. è un EP del rapper statunitense Tech N9ne, pubblicato nel 2012.

## Tracce
1. E.B.A.H. Landing (Skit) – 0:04
2. E.B.A.H. – 4:02
3. Earregular – 3:41
4. Don't Tweet This – 3:29
5. Rock Yo Head (featuring 816 Boyz) – 3:28
6. Next Message (Skit) – 0:13
7. Boy Toy – 3:06
8. KJOMD (featuring Krizz Kaliko) – 3:58
9. A Real 1 (featuring JL) – 4:59
10. Shut the Fuck Up (Skit) – 0:09